# Colonia Ojo de Agua, delstaten Mexiko
Colonia Ojo de Agua är ett samhälle i kommunen Lerma i delstaten Mexiko i Mexiko. Colonia Ojo de Agua hade 538 invånare vid folkräkningen år 2020.